# Отчаянные домохозяйки (сезон 4)
«Отчаянные домохозяйки» (англ. Desperate Housewives) — американская телевизионная трагикомедия, повествующая о жизни нескольких подруг из фешенебельного пригорода. Сериал, производством которого занимается «ABC Studios», стартовал в США в 2004 году. Четвёртый сезон начался 30 сентября 2007 года. В связи с забастовкой гильдии сценаристов США в конце 2007 — начале 2008 года сезон оказался короче обычного, и состоит из 17 серий (считая двухчасовой финал сезона за 2 эпизода).
На Вистерия-Лейн из Чикаго возвращается Кэтрин Мейфер, давняя подруга Сьюзан и Мэри Элис, покинувшая эти места 12 лет назад при загадочных обстоятельствах. Даже её муж Адам и дочь Дилан не знают, что случилось тогда. В конце сезона четыре главные героини принимают Кэтрин в свою компанию, а окончательно рассорившейся с ними Иди приходится уехать из Фэйрвью.

## Сюжет
Жизнь в который раз преподносит неожиданные сюрпризы!
На Вистерия-Лейн вновь появились новые жители. Хотя они и не совсем новые — несколько лет назад покинувшая в спешке улицу Кэтрин Мейфеир (Дана Дилейни) и её семья: муж-гинеколог Адам (Нейтан Филлион) и подросшая дочь Дилан (Линдси Фонсека), с которой в детстве дружила Джули. Однако девочка ничего не помнит о жизни на Вистерия-Лейн, и после разговора с подругой Джули говорит Сьюзан странную вещь, будто бы девушка, с которой она только что разговаривала, на самом деле, не Дилан. Сама Кэтрин всеми силами пытается сделать так, чтобы её бывший муж Уэйн Дэвис (Гэри Коул) никогда не смог найти её и Дилан…
Теперь Сьюзан, Майк и Джули живут одной большой семьёй! Но неожиданно Сьюзан решает, что она стареет и с ужасом понимает, что может стать постоянной компаньонкой почтенных дам Вистерия-Лейн — Айды Гринберг (Пэт Кроуфорд Браун), миссис МакЛаски (Кетрин Джюстен) и их подруг. Сьюзан приходит на приём к гинекологу и каково же её удивление, когда она узнаёт, что врач — Адам Мейфеир. Более того, он сообщает её прекрасную новость — Сьюзан беременна! Майк на седьмом небе от счастья, да вот только призраки его прошлого продолжают беспокоить Сьюзан. Плюс ко всему отношения с соседями не складываются: Боб (Так Уоткинс) и Ли (Кевин Рэм), молодая гей-пара, переехавшая на Вистерия-Лейн, воспринимает все попытки Сьюзан подружиться в штыки! Окунувшись в приготовления к рождению ребёнка, Сьюзан даже не замечает, как пагубное пристрастие Майка к обезболивающему разрушает её семью…
У Бри вновь забот полон рот — она всеми силами пытается убедить подруг и остальных жителей Вистерия-Лейн в том, что ждёт ребёнка. И лишь члены семьи Ходж знают, что это всего лишь игра — не став объектом всеобщих сплетен и унижения Бри хочет объяснить внезапное появление в своей семье внука, ведь никто не знает, что Даниэль, находящаяся в женском монастыре, вот-вот должна родить. Попутно Бри решает проблемы, связанные с добрососедством — Кэтрин намеревается отбить лавры Бри как самой лучшей домохозяйки Фэйрвью! В итоге соседки решают вместе заняться небольшим частным бизнесом по организации различного рода мероприятий! К тому же Бри вскоре узнаёт, что это Орсон сбил машиной Майка год с небольшим тому назад и понимает, что не в силах простить любимого за обман…
Линетт пытается скрыть от подруг болезнь и не даёт своей матери Стелле (Полли Берген) возможности проявить заботу. А тут ещё объявляются и сёстры Линетт — Лидия (Сара Полсон) и Люси (Керри Престон), которые не хотят, чтобы Стэлла жила с ними. Работа в пиццерии, болезнь, родня! Всё свалилось на голову Линетт внезапно и одновременно, а тут ещё и внезапное возвращение бывшего работника Рика (Джейсон Гедрик), который ухаживал за Линетт. Плюс ко всему, Линетт понимает, что Кайла пытается настроить Тома против неё и даже сказала детскому психологу, что Линетт бьёт её…
Габи живёт обещаниями Карлоса о тайном побеге, пытаясь скрыть роман с бывшим мужем от Виктора. Иди же, в отчаянных попытках удержать Карлоса, решается на шантаж, ведь она — одна из немногих, кто знает о его тайном банковском счёте. Настаёт момент, и Карлос понимает, что должен раз и навсегда покинуть Иди, рассказавшую Виктору, что его жена ему изменяет…
Между тем на Вистерия-Лейн надвигается буря, которая раз и навсегда изменит жизнь каждого из жителей улицы…

## Актёрский состав

### Основной актёрский состав
- Тери Хэтчер — Сьюзан Дельфино
- Фелисити Хаффман — Линетт Скаво
- Марсия Кросс — Бри Ходж
- Ева Лонгория — Габриэль Солис
- Николетт Шеридан — Иди Бритт
- Дана Дилейни — Кэтрин Мэйфер
- Бренда Стронг — Мэри Элис Янг
- Андреа Боуэн — Джули Майер
- Рикардо Антонио Чавира — Карлос Солис
- Даг Сэвант — Том Скаво
- Джеймс Дентон — Майк Дельфино
- Кайл Маклахлен — Орсон Ходж

Также снимались:
- Шон Пайфром — Эндрю Ван де Камп
- Джой Лорен — Даниэль Ван де Камп
- Линдси Фонсека — Дилан Мэйфер
- Брент Кинсман — Престон Скаво
- Шейн Кинсман — Портер Скаво
- Зейн Хуэтт — Паркер Скаво
- Рэйчел Фокс — Кайла Хантингтон Скаво

### Приглашённые актёры
- Джон Слэттери — Виктор Ланг
- Нейтан Филлион — Адам Мэйфер
- Гэри Коул — Уэйн Дэвис
- Кэтрин Джустен — Карен Маккласки
- Пэт Кроуфорд Браун — Айда Гринберг
- Так Уоткинс — Боб Хантер
- Кевин Рам — Ли Макдермотт
- Полли Берген — Стелла Уингфилд
- Жюстин Бейтман — Элли Леонард
- Джейсон Гедрик — Рик Колетти
- Майк Фаррелл — Милтон Ланг
- Ширли Найт — Филлис Ван де Камп
- Эллен Гир — Лиллиан Симмс
- Мелора Уолтерс — Сильвия Грин
- Ричард Бёрджи — Карл Майер
- Джесси Меткалф — Джон Роуленд
- Кайли Сай — Хуанита Солис
- Даниэлла Бальтодано — Селия Солис
- Гейл Харольд — Джексон Брэддок

Специально приглашённые звёзды:
- Роберт Форстер — Ник Дельфино
- Селия Уэстон — Адель Дельфино
- Сара Полсон — Лидия Линдкуист
- Кэрри Престон — Люси Линдкуист
- Арми Хаммер — Бэррет
- Ричард Чемберлен — Глен Уингфилд
- Крис Кармак — Тим Бреммер

## Эпизоды
| № общий | № в сезоне | Название                                                              | Режиссёр       | Автор сценария                              | Дата премьеры    | Зрители в США (млн) |
| --- | ---------- | --------------------------------------------------------------------- | -------------- | ------------------------------------------- | ---------------- | ------------------- |
| 71 | 1          | «Now You Know» «Теперь ты знаешь»                                     | Ларри Шоу      | Марк Черри                                  | 30 сентября 2007 | 19,32               |
| Габи собирается сбежать с Карлосом, но им мешает попытка самоубийства Иди; Линетт скрывает правду о своей болезни, а Бри — о беременности своей дочери. Старая подруга Сьюзан, Кэтрин, переезжает со своей семьёй на Вистерия-Лейн… |            |                                                                       |                |                                             |                  |                     |
| 72 | 2          | «Smiles of a Summer Night» «Улыбка летней ночи»                       | Дэвид Гроссман | Боб Дейли и Мэтт Берри                      | 7 октября 2007   | 17,82               |
| На молодёжной вечеринке Сьюзан принимают за стриптизёршу; Линетт выгоняет Тома с химиотерапии; Бри проникает в дом Кэтрин и подслушивает один интересный разговор; Иди шантажирует Карлоса, а Линетт узнаёт ужасающую правду о прошлом Габи… |            |                                                                       |                |                                             |                  |                     |
| 73 | 3          | «The Game» «Игра»                                                     | Бетани Руни    | Марк Черри и Джефф Гринстайн                | 14 октября 2007  | 18,89               |
| Сьюзан устраивает у себя дома вечер шарад; Стелла пытается облегчить жизнь Линетт; Бри рассказывает подругам о том, что она подслушала в доме Кэтрин; Габриэль узнаёт, что Карлос и Иди обручились… |            |                                                                       |                |                                             |                  |                     |
| 74 | 4          | «If There's Anything I Can't Stand» «Напасти»                         | Ларри Шоу      | Александра Каннингем и Лори Кирклэнд Бейкер | 21 октября 2007  | 18,21               |
| Сьюзан пытается поладить с новыми соседями — молодой гей-парой. Том и Линетт налаживают свою сексуальную жизнь. Мать Рекса, приехавшая погостить на Вистерия-Лейн, узнаёт о фальшивой беременности Бри, а Иди посещает доктора… |            |                                                                       |                |                                             |                  |                     |
| 75 | 5          | «Art Isn't Easy» «Искусство даётся не просто»                         | Дэвид Гроссман | Джейсон Ганзель                             | 28 октября 2007  | 18,28               |
| Джон возвращается в жизнь Габи; между Кэтрин и Линетт разворачивается настоящая битва; Бри и Филис ведут борьбу за ребёнка Даниэль, а за Карлосом идёт слежка по просьбе Иди… |            |                                                                       |                |                                             |                  |                     |
| 76 | 6          | «Now I Know, Don't Be Scared» «Теперь я знаю, не бойся»               | Ларри Шоу      | Сьюзан Нира Джеффи и Дави Уоллер            | 4 ноября 2007    | 18,58               |
| С наступлением Хэллоуина многим жителям Вистерия-Лейн придётся несладко — страхи Иди становятся явью; Сьюзан находит предположительно погибшего отца Майка, а у Даниэль начинаются роды… |            |                                                                       |                |                                             |                  |                     |
| 77 | 7          | «You Can't Judge a Book By Its Cover» «Не суди о книге по её обложке» | Дэвид Уоррен   | Чак Ранберг и Энн Флетт-Джиордано           | 11 ноября 2007   | 18,63               |
| К Линетт приезжают погостить сёстры Лидия и Люси; у Бри и Орсона возникает конфликт из-за различных взглядов на воспитание ребёнка Даниэль; Виктор узнаёт о романе Габи и Карлоса, а Бри кажется, что Майк употребляет наркотики и рассказывает об этом Сьюзан… |            |                                                                       |                |                                             |                  |                     |
| 78 | 8          | «Distant Past» «Далёкое прошлое»                                      | Джей Торрс     | Джо Кинан                                   | 25 ноября 2007   | 18,64               |
| Таинственная незнакомка Сильвия появляется в жизни Адама; полиция допрашивает Габи по поводу инцидента; ребёнок Даниэль осложняет брак Бри и Орсона; Эндрю хочет жить отдельно; Линетт воссоединяется со своим отчимом Гленом, а у Сьюзан возникают серьёзные подозрения по поводу Майка… |            |                                                                       |                |                                             |                  |                     |
| 79 | 9          | «Something's Coming» «Что-то надвигается»                             | Дэвид Гроссман | Джой Мерфи и Джон Парди                     | 2 декабря 2007   | 20,65               |
| Габи рассказывает подругам, что собирается сбежать с Карлосом, но в их планы вмешивается торнадо, обрушившийся на Вистерия-Лейн — теперь Габи ищет спасение в компании Иди; Майк отвозит Сьюзан в госпиталь; Бри и Орсону приходится иметь дело с сумасшедшей Сильвией Грин, преследующей Адама и Кэтрин, чьи секреты всплывают наружу… |            |                                                                       |                |                                             |                  |                     |
| 80 | 10         | «Welcome to Kanagawa» «Добро пожаловать в Канагаву»                   | Ларри Шоу      | Джеми Горенберг и Джордон Нардино           | 6 января 2008    | 19,78               |
| Все жители Вистерия-Лейн потрясены смертью миссис Гринберг. Линетт и миссис Маккласки устраивают прощальную церемонию; Бри и Орсон временно переезжают жить к Сьюзан и Джули; Милтон Ленг оставил Габи без средств к существованию; Карлос серьёзно пострадал во время торнадо; Кэтрин выгоняет Адама из дома после того, как узнаёт, что у мужа был роман с Сильвией, а Дилан находит таинственное письмо… |            |                                                                       |                |                                             |                  |                     |
| 81 | 11         | «Sunday» «Воскресенье»                                                | Дэвид Гроссман | Александра Каннингем и Лори Киркланд Бейкер | 13 апреля 2008   | 16,37               |
| Две недели спустя после торнадо Майк выписывается из клиники; к Сьюзан приезжает её кузен Тим; Бри возвращается в дом после его починки, а Габи узнаёт, что зрение к Карлосу может никогда не вернуться… |            |                                                                       |                |                                             |                  |                     |
| 82 | 12         | «In Buddy's Eyes» «Глазами друга»                                     | Ларри Шоу      | Джефф Гринстайн                             | 20 апреля 2008   | 15,75               |
| Тим приносит много неприятностей для Сьюзан; Габи пытается понять, каково это — иметь слепого мужа; неожиданный гость появляется в пиццерии Скаво, а Бри и Кэтрин объединяют силы… |            |                                                                       |                |                                             |                  |                     |
| 83 | 13         | «Hello, Little Girl» «Привет, малышка»                                | Бетани Руни    | Сьюзан Нира Джеффи и Джеми Горенберг        | 27 апреля 2008   | 16,35               |
| Бри и Кэтрин решают начать собственный бизнес; Линетт пытается скрыть свои чувства к Рику; Майк узнаёт, что это Орсон сбил его. Он говорит об этом Сьюзан и разгневанная женщина появляется в доме Ходжей… Некоторое время спустя Бри говорит Сьюзан, что рассталась с Орсоном… |            |                                                                       |                |                                             |                  |                     |
| 84 | 14         | «Opening Doors» «Открывающиеся двери»                                 | Дэвид Гроссман | Дави Уоллер и Джордон Нардино               | 4 мая 2008       | 16,76               |
| Линетт узнаёт, что это её мальчики начали пожар в ресторане Рика, а Кайла, кажется, решила раз и навсегда погубить семейство Скаво. Когда Бри узнаёт, что Орсон пытался убить Майкла, она выдвигает ему ультиматум, но в их семейные дела вмешивается Иди, предложившая Орсону переночевать у неё. Судьба вновь сводит Сьюзан с Карлом. Карлос и Габи сдают лишнюю комнату начинающей художнице Элли, которую Габриэль подозревает в занятии проституцией прямо в их доме! Кэтрин наконец узнаёт, что Дилан тайно встречалась со своим отцом — Уэйном Дэвисом… |            |                                                                       |                |                                             |                  |                     |
| 85 | 15         | «Mother Said» «Мамочка сказала»                                       | Дэвид Уоррен   | Чак Ранберг и Энн Флетт-Джиордано           | 11 мая 2008      | 15,43               |
| Габи и Карлос узнают, что полиция разыскивает Элли и просит Солисов о помощи. Между тем, Бри объявляет войну Иди, положившую глаз на Орсона. Иди приходится дать отпор, и вся правда о ребёнке Бри, Бенджамине, всплывает на поверхность. Адэль Дельфино, свекровь Сьюзан, приезжает на Вистерия-Лейн, чтобы повидаться с сыном. Кэтрин пытается помешать встречам Дилана и её отца, а наивный Том предпринимает безуспешные попытки примирить Кайлу и Линетт…                                                                                                 |            |                                                                       |                |                                             |                  |                     |
| 86 | 16         | «The Gun Song» «Песня ружья»                                          | Бетани Руни    | Боб Дейли и Мэтт Берри                      | 18 мая 2008      | 16,84               |
| В семье Майка и Сьюзан наконец-то прибавление, хотя у супругов возникают разногласия по поводу имени сына! Уэйн начинает подозревать, что Дилан — не его биологическая дочь, а Кэтрин приходится защищаться. Габриэль втирается в доверие к что-то подозревающей Элли. Кайла говорит Тому, что Линетт бьёт её, а Адам решает проследить за Уэйном… |            |                                                                       |                |                                             |                  |                     |
| 87 | 17         | «Free» «Свобода»                                                      | Дэвид Гроссман | Джефф Гринстайн                             | 18 мая 2008      | 16,84               |
| Адам находится в заложниках у Уэйна, собирающегося любым способом найти настоящую Дилан Дэвис. Элли просит помощи у Габи. А Боб и Ли обращаются к семейству Скаво с просьбой. Линетт беспокоит Кайла. Сьюзан понимает, что из её жизни уходит любимый человек, когда Джули принимает предложение о поступлении в Принстон. Уэйн берёт в заложники Кэтрин и Бри, и вскоре Кэтрин приходится рассказать всю правду о том, что произошло с Дилан много лет назад…                                                                                                 |            |                                                                       |                |                                             |                  |                     |